# Alois Graf von Waldburg-Zeil

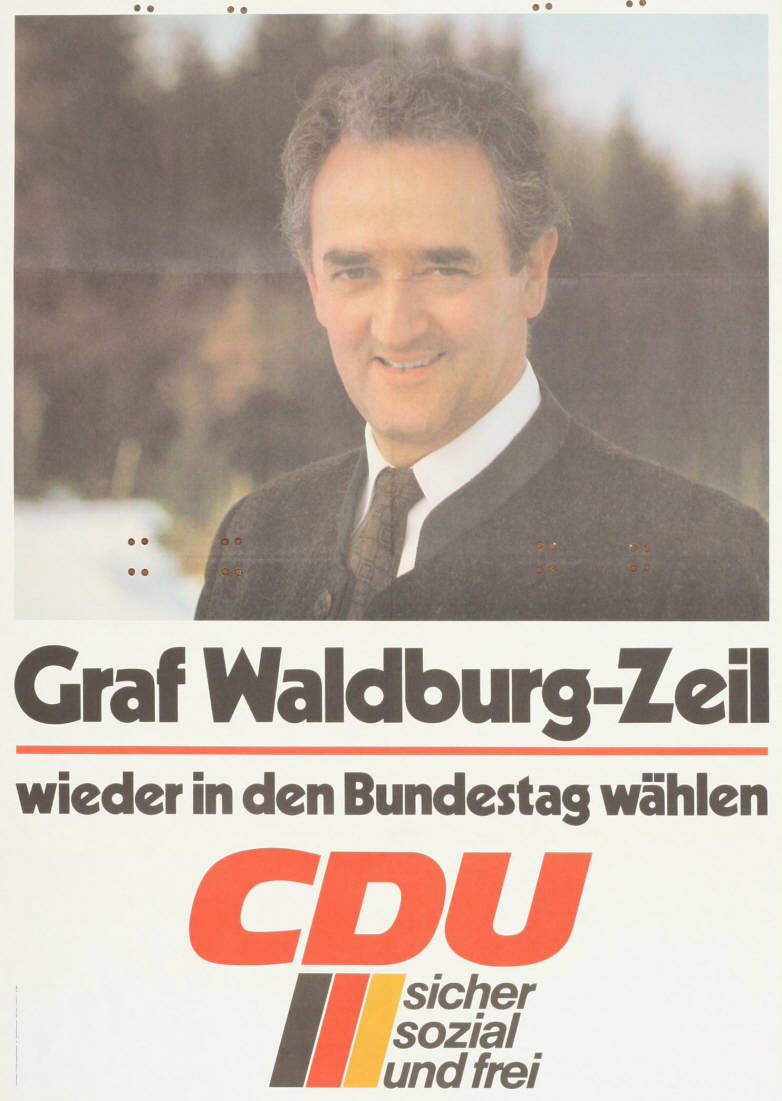
Kandidatenplakat zur Bundestagswahl 1983

Alois Graf von Waldburg-Zeil und Trauchburg (* als Maria Aloysius Willibald Eustachius Matthäus Franziskus vom Kreuz Graf von Waldburg-Zeil und Trauchburg am 20. September 1933 in Leutkirch im Allgäu; † 14. Dezember 2014) war ein deutscher Politiker der CDU.

## Familie
Alois von Waldburg-Zeil und Trauchburg war viertes von insgesamt sieben Kindern aus der Ehe von Erich August Fürst von Waldburg zu Zeil und Trauchburg (1899–1953) und Monika Prinzessin zu Löwenstein-Wertheim-Rosenberg (1905–1992) und wurde auf Schloss Zeil bei Leutkirch geboren. Georg Fürst von Waldburg zu Zeil war sein älterer Bruder.
Am 21. Juni 1956 heiratete er auf Schloss Weißenstein Clarissa Gräfin von Schönborn-Wiesentheid (* Jüterbog 14. Oktober 1936 - † 27. September 2020), Tochter von Clemens Graf von Schönborn-Wiesentheid (1905–1944) und Dorothea Gräfin zu Pappenheim (1908–1991). Der Ehe entstammen insgesamt fünf Kinder:
- Monika Gräfin Wolff Metternich zur Gracht (* 1957)
- Clemens Graf von Waldburg-Zeil (* 1960)
- Georg Graf von Waldburg-Zeil (1961–1989)
- Theresa Lenhart Gräfin von Waldburg-Zeil (* 1962)
- Franz-Anton Graf von Waldburg-Zeil (1964–1987)

## Leben
Nach dem Besuch der Volksschule Schloss Zeil absolvierte er das Salvatorkolleg Bad Wurzach. Nach dem Abitur am Kolleg St. Blasien studierte Alois von Waldburg-Zeil Volkswirtschaftslehre und Politische Wissenschaft in Bonn, Rom und München. 
1964 gründete er in München den Weltforum-Verlag und war bis 1979 Geschäftsführer sowie Mitherausgeber der Zeitschriften Internationales Afrikaforum und Internationales Asienforum.
Von 1998 bis 2006 war Alois Graf von Waldburg-Zeil Präsident des Instituts für Auslandsbeziehungen; Nachfolgerin wurde Ursula Seiler-Albring.

## Politische Laufbahn
1962 wurde er Mitglied der CDU und war von 1981 bis 1993 Mitglied des baden-württembergischen Landesvorstands der Union. Von 1972 bis 1980 war er Mitglied des Gemeinderats von Argenbühl.
Von 1980 bis 1998 war Alois Graf von Waldburg-Zeil Mitglied des Deutschen Bundestags für den Bundestagswahlkreis Biberach. Er wurde 1983 mit 75,1 Prozent in seinem Biberacher Wahlkreis gewählt.
Von 1980 bis 1983 war er im Deutschen Bundestag Mitglied im Ausschuss für wirtschaftliche Zusammenarbeit und im Unterausschuss für Menschenrechte und humanitäre Hilfe, von 1990 bis 1994 war er Bildungspolitischer Sprecher der CDU/CSU-Fraktion, anschließend bis 1998 Vorsitzender des Unterausschusses für auswärtige Kulturpolitik.

## Ehrungen und Auszeichnungen
- Verdienstkreuz am Bande des Verdienstordens der Bundesrepublik Deutschland
- Verdienstkreuz 1. Klasse des Verdienstordens der Bundesrepublik Deutschland
- Großoffizierskreuz Isabella Catolica (Spanien)
- Ordre national du Lion (Senegal)
- Verdienstmedaille des Landes Baden-Württemberg (1993)
- Komturkreuz des päpstlichen Gregoriusordens
- Ehrenbürger seiner Heimatgemeinde Argenbühl